# هاشيمبندا
هاشيمبندا هي قرية تقع في جزيرة أنجوان في جزر القمر. بلغ عدد سكانها 926 نسمة حسب إحصاء عام 1991. و1,612 في تقدير عام 2009.